# Gronjasti vratić
Gronjasti vratić (lat. Tanacetum corymbosum) biljka je iz porodice Asteraceae. Raste od Europe do zapadnog Sibira i Turske.
Postoje dvije podvrste. Prva, Tanacetum corymbosum (L.) Sch. Bip. ssp. clusii (Fisch. ex Rchb.) Heywood ima listove koji su sjajno-zeleni s obiju strana, a režnjevi su pilasti. S druge strane, Tanacetum corymbosum (L.) Sch. Bip. ssp. corymbosum ima sjajno-zelene listove samo s donje strane, a režnjevi su listova zupčavi.
Rabi se u hortikulturi te kao ljekovita biljka. U malim količinama može se koristiti kao začin (mladi proljetni listovi).